# Borrichia peruviana
Borrichia peruviana là một loài thực vật có hoa trong họ Cúc. Loài này được (Lam.) DC. mô tả khoa học đầu tiên năm 1836.